# Catechon
Catéchon (o katéchon, dal greco antico τὸ κατέχον ciò che trattiene o colui che trattiene), è un concetto biblico legato all'idea di dilazione, è il tempo dilatato della proiezione escatologica e apocalittica dell'esperienza terrena, che è stato successivamente sviluppato anche come nozione di filosofia politica da alcuni filosofi del Novecento (tra i primi Carl Schmitt).
L'origine del termine è in Paolo di Tarso che se ne serve, nella Seconda Lettera ai Tessalonicesi (2 Tes. 2:6-7), in un contesto escatologico, per indicare il potere che tiene a freno l'avanzata dell'Anticristo prima dell'apocalisse finale e della parusia di Cristo. Il termine è usato nella teologia cristiana per indicare un'entità collegata alla manifestazione dell'Anticristo. 
Alcuni studiosi hanno collegato il concetto di katéchon alla forza frenante dell'Impero romano prima della venuta antimessianica; altri hanno escluso che l'Impero romano o l'Imperatore possano essere identificati con il katéchon paolino che alluderebbe invece al popolo dei Giudei e alla sua eroica opposizione al tentativo sacrilego di Caligola di collocare una propria statua nel tempio di Gerusalemme.

## Nella Chiesa cattolica
Il Catechon è ribadito nel Catechismo della Chiesa cattolica (CCC 675-677).
Il diritto canonico della Chiesa cattolica non prevede una disciplina speciale per il governo della Chiesa qualora in essa si realizzi la verità di fede del Catechon.
Il Codice Piano Benedettino del 1917 abrogò la parte del Decretum Gratiani che consentiva al popolo di Dio la deposizione di un papa eretico. Tale procedura di deposizione in caso di eresia non fu mai accettata nella storia del Magistero della Chiesa.